# 汽车保养
汽车保养是指对汽车的零部件进行润滑，清洁和检查作业，从而尽可能延长汽车有效寿命，减少故障。在20世纪初，汽车逐渐普及之后，由于工程技术尚不完善，化工提炼尚不成熟，所以因保养不足造成的汽车故障现象非常严重。近年来，车辆技术突飞猛进，新型化工润滑产品大大提高了汽车零部件寿命，使得诸多需要定期保养的部件可以长期免除保养。

## 发动机保养
发动机保养的主要项目是更换机油，更换机油滤清器和更换火花塞。机油长时间使用之后会变脏并被氧化，氧化之后的机油丧失了润滑能力，将造成发动机润滑失效，从而引发发动机拉缸报废。《实用汽车润滑技术手册》中推荐API-SM级别的机油更换周期为2万公里。一般更换机油采用重力泄油的办法将旧机油排出，然后加入新机油并更换机油滤清器。